# シャクティ (ヒンドゥー教)
シャクティ（サンスクリット語: शक्ति, Śakti）とは、ヒンドゥー教またはインド哲学における宇宙の根理。元来は「性的能力」を意味する女性名詞であるが種々の哲学的概念を意味する語としても用いられた。
その「性力」が地母神信仰と習合して、シヴァ神の礼拝においては彼の神妃を表わし、この神妃を通して表わされるシヴァ神の威力を象徴するとされる。シャクティの礼拝は種々の面を持つ。シャクティは愛情の濃やかな献身的な妻の化身であり、シヴァ神妃のパールヴァティーもサティーもこのようなシャクティに他ならない。また、シャクティの恐怖面を表わしたドゥルガーやカーリーも女性原理としてのシャクティで礼拝され、いずれもシヴァ神の妃とされた。
タントラ教においては、シャクティは3つの色（白、赤、黒）に分かれており、ブラフマーの白色シャクティがサラスヴァティー、ヴィシュヌの赤色シャクティがラクシュミーと、シヴァの黒色シャクティがパールヴァティーを生んでいる。